# ZNF785
ZNF785 (англ. Zinc finger protein 785) – білок, який кодується однойменним геном, розташованим у людей на 16-й хромосомі. Довжина поліпептидного ланцюга білка становить 405 амінокислот, а молекулярна маса — 46 168.
| 10         |  | 20         |  | 30         |  | 40         |  | 50         |
| ---------- |  | ---------- |  | ---------- |  | ---------- |  | ---------- |
| MGPPLAPRPA |  | HVPGEAGPRR |  | TRESRPGAVS |  | FADVAVYFSP |  | EEWECLRPAQ |
| RALYRDVMRE |  | TFGHLGALGF |  | SVPKPAFISW |  | VEGEVEAWSP |  | EAQDPDGESS |
| AAFSRGQGQE |  | AGSRDGNEEK |  | ERLKKCPKQK |  | EVAHEVAVKE |  | WWPSVACPEF |
| CNPRQSPMNP |  | WLKDTLTRRL |  | PHSCPDCGRN |  | FSYPSLLASH |  | QRVHSGERPF |
| SCGQCQARFS |  | QRRYLLQHQF |  | IHTGEKPYPC |  | PDCGRRFRQR |  | GSLAIHRRAH |
| TGEKPYACSD |  | CKSRFTYPYL |  | LAIHQRKHTG |  | EKPYSCPDCS |  | LRFAYTSLLA |
| IHRRIHTGEK |  | PYPCPDCGRR |  | FTYSSLLLSH |  | RRIHSDSRPF |  | PCVECGKGFK |
| RKTALEAHRW |  | IHRSCSERRA |  | WQQAVVGRSE |  | PIPVLGGKDP |  | PVHFRHFPDI |
| FQECG      |  |            |  |            |  |            |  |            |

A: Аланін

C: Цистеїн

D: Аспарагінова кислота

E: Глутамінова кислота

F: Фенілаланін

G: Гліцин

H: Гістидин

I: Ізолейцин

K: Лізин

L: Лейцин

M: Метіонін

N: Аспарагін

P: Пролін

Q: Глутамін

R: Аргінін

S: Серин

T: Треонін

V: Валін

W: Триптофан

Задіяний у таких біологічних процесах, як транскрипція, регуляція транскрипції, альтернативний сплайсинг. 
Білок має сайт для зв'язування з іонами металів, іоном цинку, ДНК. 
Локалізований у ядрі.